# Ofel·les
Ofel·las o Ofel·les (en llatí Ophellas, en grec antic ̓Οφέλλας) era un macedoni governant de Cirene del 322 aC al 308 aC.
Era nadiu de Pel·la (Macedònia) fill de Silè. Va acompanyar a Alexandre el Gran a l'Índia, però no se'l menciona fins a la tornada quan va manar un del trirrems a l'Indus l'any 327 aC, segons Flavi Arrià.
A la mort del rei Alexandre va seguir a Ptolemeu I Sòter que el 322 aC el va enviar a Cirene amb un exèrcit considerable per aprofitar la guerra civil que havia esclatat. Ofel·les va derrotar a Timbró d'Esparta i va establir la sobirania egípcia sobre Cirene i les seves dependències. Una mica després van esclatar nous disturbis i Ptolemeu va annexionar completament Cirene. Encara que no se sap segur, es pensa que Ofel·les va restar a Cirene com a governador en nom del rei egipci fins potser el 313 aC quan els cirineus es van revoltar, però Diodor de Sicília no el menciona. Ptolemeu va enviar al general Agis, que va derrotar la revolta, però quan les tropes es van retirar Ofel·les, potser altre cop governador, va aconseguir tot el poder i va actuar de fet com a sobirà independent, aprofitant el sentiment del poble que no estava d'acord amb el domini egipci.
Les guerres de Ptolemeu li van garantir la possessió del país cinc anys, segons Pausànias, fins al 308 aC. Durant aquest temps va reclutar una força mercenària. El 308 aC Agàtocles de Siracusa va buscar la seva aliança contra Cartago i van acordar que les conquestes dels sicilians a Àfrica serien cedides a Ofel·les a canvi de la participació de les seves forces a la guerra. Ofel·les es va posar al capdavant de l'exèrcit i en una difícil i perillosa marxa de dos mesos va arribar a territori cartaginès. Va acampar prop dels sicilians que li van mostrar gran amistat, i al cap d'uns dies, Agàtocles, per sorpresa, els va atacar i en la confusió va matar a Ofel·les. Les seves forces, sense líder, es van posar al servei d'Agàtocles, segons Diodor de Sicília, Justí i Poliè.
Justí li dona el títol de rei. però no consta per cap més font i sembla que podria ser una adequació a la realitat del seu poder però en realitat no l'hauria portat mai. Estava casat amb Eurídice d'Atenes, filla de Milcíades, i va mantenir amistoses relacions amb Atenes, com diu Plutarc.